# 현감
현감(縣監)은 조선 시대의 행정 구역 현의 우두머리로, 종육품에 해당하는 고려 시대의 관직 직책인 감무(監務)를 1413년(조선 태종 13년)의 조선 영토 지역 지방 제도 개혁 때에 고친 것이다.

## 조선 이전
통일 신라 시대에는 현의 규모에 관계없이 모두 현령(縣令)이라 하였고, 고려 시대에는 큰 현에는 영(令), 작은 현에는 7품의 감무(監務)를 두었다.

## 조선 시대
이는 조선 초기까지 계속되다가 1413년(태종 13년)의 지역 지방 제도 개혁 때 감무를 현감으로 개칭했다. 현의 수령으로 현령과 현감을 두게 되었다. 조선 시대의 현감은 현령(종5품)이 관할하는, 현보다 작은 고을의 원님이었다. 당시 지방의 말단 기관장인 역(驛)의 찰방(察訪, 종6품)과 동격인, 지역의 지방 수령으로서는 가장 낮은 관직이었다.
조선 시대에는 동반(東班)의 종6품의 외관직(外官職)으로 정원은 138명인데 후기에는 122명으로 줄었다. 부윤(府尹: 從二品)‧대도호부사(大都護府使: 正三品)‧목사(牧使: 正三品)‧도호부사(都護府使: 從三品)‧군수(郡守: 從四品)‧현령(縣令: 從五品)과 같이, 각도 관찰사(觀察使: 從二品)의 직속 아래에 있었다.
경국대전에 법제화되어 대한제국까지 이어졌다. 군직으로는 절제도위(節制都尉)를 겸하였다.

## 수령
수령(守令), 원(員)은 고려·조선 시대에, 각 고을을 맡아 다스리던 지방관들을 통틀어 이르는 말이다. 조선의 행정구역 체계에 따라 관찰사(감사), 부윤, 대도호부사, 목사, 도호부사, 군수, 현령, 현감 따위를 이른다.

## 사또
사또는 일반 백성이나 하급 벼슬아치들이 자기 고을의 원(員)을 존대하여 부르던 말로 사도(使道)에서 음이 달라진 한자어인데, 이는 원님과 같다.
옛날에는 삼권분립이 이루어지지 않아 사또가 해당 도시의 모든 업무를 관장했다. 때문에 사또는 오늘날로 따지자면 자신이 지배하는 도시의 시장 겸 자신이 지배하는 도시의 지방법원판사 겸 자신이 지배하는 도시에 주둔한 군대의 부대장이었다. 일례로 판관 포청천에 등장하는 포증은 하는 일은 판사 같지만 그의 실제 관직명은 개봉부윤으로 여기서 윤(尹)이라 함은 수도에 해당되는 도시의 시장을 의미한다. 시장이 판사처럼 국문을 진행하는 이유가 바로 사또는 입법, 사법, 행정 및 군사까지 총괄했기 때문이다.

### 조직
사또는 휘하에 6방이라 하여 6명의 아전(중인, 행정 실무자)을 두게 되어 있다. 사극 등에서는 이러한 보좌진을 대개 이방으로 부르고 있다. 6방은 전원 양반으로만 구성되어 있었다. 
- 이방: 6방의 수장. 지방관(사또)의 전반적인 업무를 보좌한다.
- 호방: 지역의 재정을 보좌한다. 사또가 탐관오리일 경우 백성들에게 세금을 갈취하는 일을 했기 때문에 평판이 매우 나빴다.
- 예방: 지역의 교육 및 행사를 보좌한다. 사또가 탐관오리일 경우 유흥 행사를 주관해야 했으므로 꽤 힘들었다.
- 병방: 지역의 군사 부문을 보좌한다. 전란이 발생할 경우 사또의 휘하 참모로 참전한다. 제승방략을 실시하고 있던 조선 초기에는 임진왜란 이전까지 전투를 한 적이 없었던 충청도의 경우, 병방이 편제되어 있지 않기도 했다.
- 형방: 지방관의 법 집행을 보좌한다. 사또가 국문을 할 때 검사와 변호사의 일을 담당했다.
- 공방: 지역의 토목, 건설을 담당한다. 오랑캐 접경지역일 경우 성벽을 쌓아야 했기 때문에 꽤 힘들었다.

사또의 휘하 6방은 자신의 고을에서 권력이 상당한 사람들이며 현감 휘하의 병방 정도가 오늘날의 중대장에 해당될 정도였다. 특히 한성판윤 휘하의 6방은 어지간한 고을의 사또보다도 더욱 위세가 강했다. 이는 사단 참모가 중대장보다 더욱 급이 높은 것과 같은 이치이다.

### 복장
일반적인 사극에서 사또는 구군복차림으로 출연하지만 실제로 구군복을 입고 근무하는 사또는 평안도 및 함경도 같이 여진족 등이 쳐들어오거나 경상도 등 왜구가 말썽을 일으키는 곳으로 한정되어 있다. 그런 곳에는 무과 출신 사또가 부임하며 그 이외의 지역은 문과 출신 사또가 부임했다. 문과 출신 사또는 평상복(갓과 두루마기)복장이 대부분이었지만 단령을 착용하는 경우(예를 들면 동래 부사 송상현)도 있었다. 다만 단령을 착용하는 사또는 자신의 품계에 맞는 단령을 착용해야 한다.

## 현감을 두었던 현
- 경기도: 통진(通津: 도호부사로 승격)‧죽산(竹山: 도호부사로 승격)‧시흥(始興: 현령으로 승격)‧지평(砥平)‧과천(果川)‧음죽(陰竹)‧양성(陽城)‧양지(陽智)‧교동(喬桐: 도호부사로 승격)‧교하(交河: 군수로 승격)‧가평(加平: 군수로 승격)‧포천(抱川)‧적성(積城)‧연천(漣川)

- 충청도: 보은(報恩: 군수로 승격)‧제천(堤川)‧직산(稷山)‧회인(懷仁)‧연풍(延豊)‧음성(陰城)‧청안(淸安)‧진천(鎭川)‧목천(木川)‧영춘(永春)‧영동(永同)‧황간(黃澗)‧청산(靑山)‧대흥(大興: 군수로 승격)‧덕산(德山: 군수로 승격)‧홍산(鴻山)‧평택(平澤)‧정산(定山)‧청양(靑陽)‧은진(恩津)‧회덕(懷德)‧진잠(鎭岑)‧연산(連山)‧노성(魯城)‧부여(扶餘)‧석성(石城)‧비인(庇人)‧남포(藍浦)‧결성(結城)‧보령(保寧)‧해미(海美)‧당진(唐津)‧신창(新昌)‧예산(禮山)‧전의(全義)‧연기(燕岐)‧아산(牙山)

- 전라도: 무주(茂朱: 도호부사로 승격)‧광양(光陽)‧옥과(玉果)‧남평(南平)‧구례(求禮)‧곡성(谷城)‧운봉(雲峰)‧임실(任實)‧장수(長水)‧진안(鎭安)‧동복(同福)‧화순(和順)‧흥양(興陽)‧장성(長城: 선조 33년에 珍原縣을 編入하고 도호부사로 승격)‧대정(大靜: 군수로 승격)‧정의(旌義: 군수로 승격)‧용안(龍安)‧함열(咸悅)‧부안(扶安)‧함평(咸平)‧강진(康津)‧고산(高山)‧태인(泰仁)‧옥구(沃溝)‧흥덕(興德)‧정읍(井邑)‧고창(高敞)‧무장(茂長)‧무안(務安)‧해남(海南)

- 경상도: 인동(仁同: 도호부사로 승격)‧하양(河陽)‧용궁(龍宮)‧봉화(奉化)‧청하(淸河)‧언양(彦陽)‧진보(眞寶)‧현풍(玄風)‧군위(軍威)‧비안(比安)‧의흥(義興)‧신령(新寧)‧예안(禮安)‧연일(延日)‧장기(長鬐)‧영산(靈山)‧창령(昌寧)‧기장(機長)‧자인(慈仁: 인조 15년에 신설)‧영양(영양: 肅宗 2년에 신설)‧거창(居昌: 도호부사로 승격)‧하동(河東: 도호부사로 승격)‧개령(開寧)‧삼가(三嘉)‧의령(宜寧)‧칠원(漆原)‧진해(鎭海)‧문경(聞慶)‧함창(咸昌)‧지례(知禮)‧안의(安義: 安陰)‧고령(高靈)‧산청(山淸: 山陰)‧단성(丹城)‧사천(泗川)‧웅천(熊川)

- 강원도: 이천(伊川: 도호부사로 승격)‧평강(平康)‧금화(金化)‧낭천(狼川)‧홍천(洪川)‧양구(楊口)‧인제(麟蹄)‧횡성(橫城)‧안협(安峽)

- 황해도: 토산(兎山)‧장연(長淵)‧장련(長連)‧송화(松禾)‧강령(康翎)‧은율(殷栗)

- 평안도: 양덕(陽德)‧맹산(孟山)‧태천(泰川)‧강동(江東)‧은산(殷山)

- 함경도: 홍원(洪原)‧이원(利原: 利城)‧길주(吉州: 吉城縣, 牧使로 승격). 명천(明川: 도호부사로 승격)

## 같이 보기
- 현령
- 찰방
- 매지스트레이트